# Acacia baueri
Acacia baueri é uma espécie de leguminosa do gênero Acacia, pertencente à família Fabaceae.